# Girl Next Door The Last ~Premium Complete Box~
Albums de Girl Next Door
Life of Sound
(2013)
Compilations par Girl Next Door
The Last ~Album Collection~
(2013)
Girl Next Door The Last ~Premium Complete Box~ est la 5e compilation du groupe Girl Next Door, elle sort le 20 novembre 2013 au Japon et marque le dernier projet du groupe avant leur séparation en décembre. L'album sort en format 9CD+5DVD. Il sort le même jour que 3 autres compilations : Girl Next Door The Last ~Upper & Ballad Selection~, Girl Next Door The Last ~A-Side Single Best~ et Girl Next Door The Last ~Album Collection~.

## Liste des titres
| 1.  | Gūzen no Kakuritsu (偶然の確率) |  |
| 2.  | Drive away                      |  |
| 3.  | Shiawase no Jōken (幸福の条件)  |  |
| 4.  | Jōnetsu no Daishō (情熱の代償)  |  |
| 5.  | Escape                          |  |
| 6.  | Seeds of dream                  |  |
| 7.  | Infinity                        |  |
| 8.  | Be your wings                   |  |
| 9.  | Friendship                      |  |
| 10. | Wait for you                    |  |
| 11. | Orion                           |  |
| 12. | Freedom                         |  |

| 1.  | Ready to be a lady                                                |  |
| 2.  | Kaze no Capsule (風のカプセル)                                    |  |
| 3.  | Shiawase no Hakari (しあわせの秤)                                 |  |
| 4.  | Unmei no Shizuku ~Destiny's star~ (運命のしずく ~Destiny's star~) |  |
| 5.  | Hoshizora Keikaku (星空計画)                                      |  |
| 6.  | Silent Scream                                                     |  |
| 7.  | Dada Para!! (ダダパラ!!)                                          |  |
| 8.  | Rock Your Body (Extended)                                         |  |
| 9.  | Boogie-Woogie Night (ブギウギナイト)                              |  |
| 10. | Signal                                                            |  |
| 11. | All my life                                                       |  |
| 12. | Standing for you                                                  |  |
| 13. | Urban Dance                                                       |  |

| 1.  | Breath                                                       |  |
| 2.  | Red ribbon ~Unmei no Hito~ (Red ribbon ~運命の人~)           |  |
| 3.  | Reasons for tears                                            |  |
| 4.  | If                                                           |  |
| 5.  | Toki no Shizuku (時の雫)                                     |  |
| 6.  | Sayonara (サヨナラ)                                          |  |
| 7.  | Hoshizora Keikaku ~Merry X’mas thanks daddy ver.~ (星空計画) |  |
| 8.  | Fallin' angel                                                |  |
| 9.  | Destination (Digest)                                         |  |
| 10. | Pure                                                         |  |
| 11. | Summer Breeze                                                |  |
| 12. | Rock Your Body                                               |  |
| 13. | Nanatsu no Moji (七つの文字)                                 |  |
| 14. | Happy Birthday!                                              |  |
| 15. | Precious Friend (プレシャスフレンド)                         |  |
| 16. | So pleasure                                                  |  |

| 1.  | Standing for you (English Ver.)                       |  |
| 2.  | Kokuhaku (告白)                                       |  |
| 3.  | Infinity ~Ballad Version~                             |  |
| 4.  | Infinity (pre-production)                             |  |
| 5.  | Gūzen no Kakuritsu (ice cream mix) (偶然の確率)       |  |
| 6.  | Drive away (maximizor mix)                            |  |
| 7.  | Drive away (ice cream mix)                            |  |
| 8.  | Jōnetsu no Daishō (Shinichi Osawa Remix) (情熱の代償) |  |
| 9.  | Jōnetsu no Daishō (ice cream mix) (情熱の代償)        |  |
| 10. | Jōnetsu no Daishō (Ferry Corsten Remix) (情熱の代償)  |  |
| 11. | Escape (ice cream mix)                                |  |
| 12. | Seeds of dream (ice cream mix)                        |  |
| 13. | Dada Para!! (ダダパラ!!)                              |  |

| 1.  | MegaMix                                                     |  |
| 2.  | Gūzen no Kakuritsu (Oh My Gold Mix) (偶然の確率)            |  |
| 3.  | Winter Game (Eurogrooves Remix)                             |  |
| 4.  | Escape (Serendipity SCP version)                            |  |
| 5.  | Shiawase no Jōken (HRG remix) (幸福の条件)                  |  |
| 6.  | Winter Mirage (Eurogrooves Remix)                           |  |
| 7.  | Breath (Breathing Mix)                                      |  |
| 8.  | Winter Garden (GoGo's Remix)                                |  |
| 9.  | Jōnetsu no Daishō (Diamond Mirror SCP version) (情熱の代償) |  |
| 10. | Fine after rain (Cinematic Extraordinaire Delta Version)    |  |
| 11. | Climber's high (Dima Remix)                                 |  |
| 12. | Power of love (Morrie Capaldi Versus GND Remix)             |  |
| 13. | Drive away (GoGo's Remix)                                   |  |

| 1.  | MegaMix                                              |  |
| 2.  | Seeds of dream (Blooming Remix)                      |  |
| 3.  | Be your wings (HI-NRG Attack Remix)                  |  |
| 4.  | Orion (Gold Remix)                                   |  |
| 5.  | Winter Crystal (Euro Remix)                          |  |
| 6.  | Muboubi na Jun'ai (Eurogrooves Remix) (無防備な純愛) |  |
| 7.  | Tri△ngle (Eurogrooves Remix)                         |  |
| 8.  | Koi no Mahou (HI-NRG Attack Remix) (恋の魔法)        |  |
| 9.  | Friendship (Be My Friend Remix)                      |  |
| 10. | Sa・ku・ra (Cherry Remix)                            |  |
| 11. | Sora e (HI-NRG Attack Remix) (空へ)                  |  |
| 12. | Jump (Morrie Capaldi Versus GND Remix)               |  |
| 13. | Infinity (Eurodima Remix)                            |  |

| 1.  | Winter Game                                  |  |
| 2.  | Power of love                                |  |
| 3.  | Winter Mirage                                |  |
| 4.  | Fine after rain                              |  |
| 5.  | Day's...                                     |  |
| 6.  | Escape (Album Edit)                          |  |
| 7.  | Winter Garden                                |  |
| 8.  | Climber's high                               |  |
| 9.  | Next Door                                    |  |
| 10. | Gūzen no Kakuritsu (Album Edit) (偶然の確率) |  |
| 11. | Jump                                         |  |
| 12. | Winter Crystal                               |  |
| 13. | Sora e (空へ)                                |  |
| 14. | Tri△ngle                                     |  |

| 1.  | Artemis                            |  |
| 2.  | Muboubi na Jun'ai (無防備な純愛)   |  |
| 3.  | Suzukaze Kaoru Hana (涼風薫花)     |  |
| 4.  | Sa・ku・ra                         |  |
| 5.  | Koi no Mahou (恋の魔法)            |  |
| 6.  | 3rd contact                        |  |
| 7.  | Yume no Katana (ユメのカタナ)      |  |
| 8.  | Aitai Yoru (逢いたい夜)            |  |
| 9.  | Winter Breeze                      |  |
| 10. | Wasuretai no Ni... (忘れたいのに…) |  |
| 11. | Impish music                       |  |
| 12. | Hajimari (はじまり)                |  |
| 13. | Arigatō (ありがとう)               |  |
| 14. | No.1                               |  |
| 15. | Summer Time                        |  |
| 16. | Kimi no Moto e (君のもとへ)        |  |

| 1.  | Kimi no Tomodachi (君のトモダチ)                |  |
| 2.  | My own path                                     |  |
| 3.  | Zutto (ずっと)                                  |  |
| 4.  | Kiss Kiss Kiss                                  |  |
| 5.  | Yume no Hana (夢の花)                           |  |
| 6.  | Your Story                                      |  |
| 7.  | Snowflakes                                      |  |
| 8.  | Egao no Kiseki (笑顔の軌跡)                     |  |
| 9.  | Koi no Yokan (恋の予感)                         |  |
| 10. | Namida no Yuugure (涙の夕暮れ)                  |  |
| 11. | My little wish                                  |  |
| 12. | Hatsuyuki (初雪)                                |  |
| 13. | Kotodama                                        |  |
| 14. | My pace                                         |  |
| 15. | Mother                                          |  |
| 16. | Gūzen no Kakuritsu (Dave Ford Mix) (偶然の確率) |  |

| DVD1 【Girl Next Door Live Tour 2013 ~Life of Sound~ at shibuya duo Music Exchange】 | DVD1 【Girl Next Door Live Tour 2013 ~Life of Sound~ at shibuya duo Music Exchange】 | DVD1 【Girl Next Door Live Tour 2013 ~Life of Sound~ at shibuya duo Music Exchange】 | DVD1 【Girl Next Door Live Tour 2013 ~Life of Sound~ at shibuya duo Music Exchange】 | DVD1 【Girl Next Door Live Tour 2013 ~Life of Sound~ at shibuya duo Music Exchange】 | DVD1 【Girl Next Door Live Tour 2013 ~Life of Sound~ at shibuya duo Music Exchange】 | DVD1 【Girl Next Door Live Tour 2013 ~Life of Sound~ at shibuya duo Music Exchange】 | DVD1 【Girl Next Door Live Tour 2013 ~Life of Sound~ at shibuya duo Music Exchange】 | DVD1 【Girl Next Door Live Tour 2013 ~Life of Sound~ at shibuya duo Music Exchange】 | DVD1 【Girl Next Door Live Tour 2013 ~Life of Sound~ at shibuya duo Music Exchange】 |
| No                                                                                   | Titre                                                                                | Durée                                                                                |                                                                                      |                                                                                      |                                                                                      |                                                                                      |                                                                                      |                                                                                      |                                                                                      |
| ------------------------------------------------------------------------------------ | ------------------------------------------------------------------------------------ | ------------------------------------------------------------------------------------ | ------------------------------------------------------------------------------------ | ------------------------------------------------------------------------------------ | ------------------------------------------------------------------------------------ | ------------------------------------------------------------------------------------ | ------------------------------------------------------------------------------------ | ------------------------------------------------------------------------------------ | ------------------------------------------------------------------------------------ |

| 1.  | Gūzen no Kakuritsu (偶然の確率)                                            |  |
| 2.  | Drive away                                                                 |  |
| 3.  | Jōnetsu no Daishō (情熱の代償)                                             |  |
| 4.  | Seeds of dream                                                             |  |
| 5.  | Infinity                                                                   |  |
| 6.  | Be your wings                                                              |  |
| 7.  | Orion                                                                      |  |
| 8.  | Freedom                                                                    |  |
| 9.  | Ready to be a lady                                                         |  |
| 10. | Kaze no Capsule (風のカプセル)                                             |  |
| 11. | Shiawase no Hakari (しあわせの秤)                                          |  |
| 12. | Unmei no Shizuku ~Destiny's star~ (運命のしずく ~Destiny's star~)          |  |
| 13. | Hoshizora Keikaku (星空計画)                                               |  |
| 14. | Silent Scream                                                              |  |
| 15. | Yume no Katana (ユメのカタナ)                                              |  |
| 16. | Dada Para!! (ダダパラ!!)                                                   |  |
| 17. | Rock Your Body                                                             |  |
| 18. | Boogie-Woogie Night (ブギウギナイト)                                       |  |
| 19. | Signal                                                                     |  |
| 20. | All my life                                                                |  |
| 21. | Standing for you                                                           |  |
| 22. | Winter Game                                                                |  |
| 23. | Jump                                                                       |  |
| 24. | Friendship                                                                 |  |
| 25. | Orion                                                                      |  |
| 26. | Silent Scream                                                              |  |
| 27. | Unmei no Shizuku ~Destiny's star~ GND Ver. (運命のしずく ~Destiny's star~) |  |
| 28. | Dada Para!! (109 ver) (ダダパラ!!)                                         |  |
| 29. | All my life (Music Video Extra ver)                                        |  |
| 30. | Freedom <New Dance Edition>                                                |  |

| DVD4 【Members Special Movie】 | DVD4 【Members Special Movie】 | DVD4 【Members Special Movie】 | DVD4 【Members Special Movie】 | DVD4 【Members Special Movie】 | DVD4 【Members Special Movie】 | DVD4 【Members Special Movie】 | DVD4 【Members Special Movie】 | DVD4 【Members Special Movie】 | DVD4 【Members Special Movie】 |
| No                             | Titre                          | Durée                          |                                |                                |                                |                                |                                |                                |                                |
| ------------------------------ | ------------------------------ | ------------------------------ | ------------------------------ | ------------------------------ | ------------------------------ | ------------------------------ | ------------------------------ | ------------------------------ | ------------------------------ |

| DVD5 【Spot Collection】 | DVD5 【Spot Collection】 | DVD5 【Spot Collection】 | DVD5 【Spot Collection】 | DVD5 【Spot Collection】 | DVD5 【Spot Collection】 | DVD5 【Spot Collection】 | DVD5 【Spot Collection】 | DVD5 【Spot Collection】 | DVD5 【Spot Collection】 |
| No                       | Titre                    | Durée                    |                          |                          |                          |                          |                          |                          |                          |
| ------------------------ | ------------------------ | ------------------------ | ------------------------ | ------------------------ | ------------------------ | ------------------------ | ------------------------ | ------------------------ | ------------------------ |